# 28626 Meghanshea
28626 Meghanshea este un asteroid din centura principală de asteroizi.

## Descriere
28626 Meghanshea este un asteroid din centura principală de asteroizi. A fost descoperit pe 29 martie 2000 la Socorro, New Mexico, în cadrul proiectului LINEAR. Asteroidul prezintă o orbită caracterizată de o semiaxă mare de 2,49 ua, o excentricitate de 0,12 și o înclinație de 5,4° în raport cu ecliptica.